# Air Mauritanie
Air Mauritanie è stata la compagnia aerea di bandiera della Mauritania dal 1962 fino a quando non ha cessato le operazioni nel 2007 a causa di notevoli difficoltà finanziarie. Il suo hub era situato all'Aeroporto di Nouakchott, da dove operava servizi nazionali, nonché voli per destinazioni africane e Parigi.

## Storia

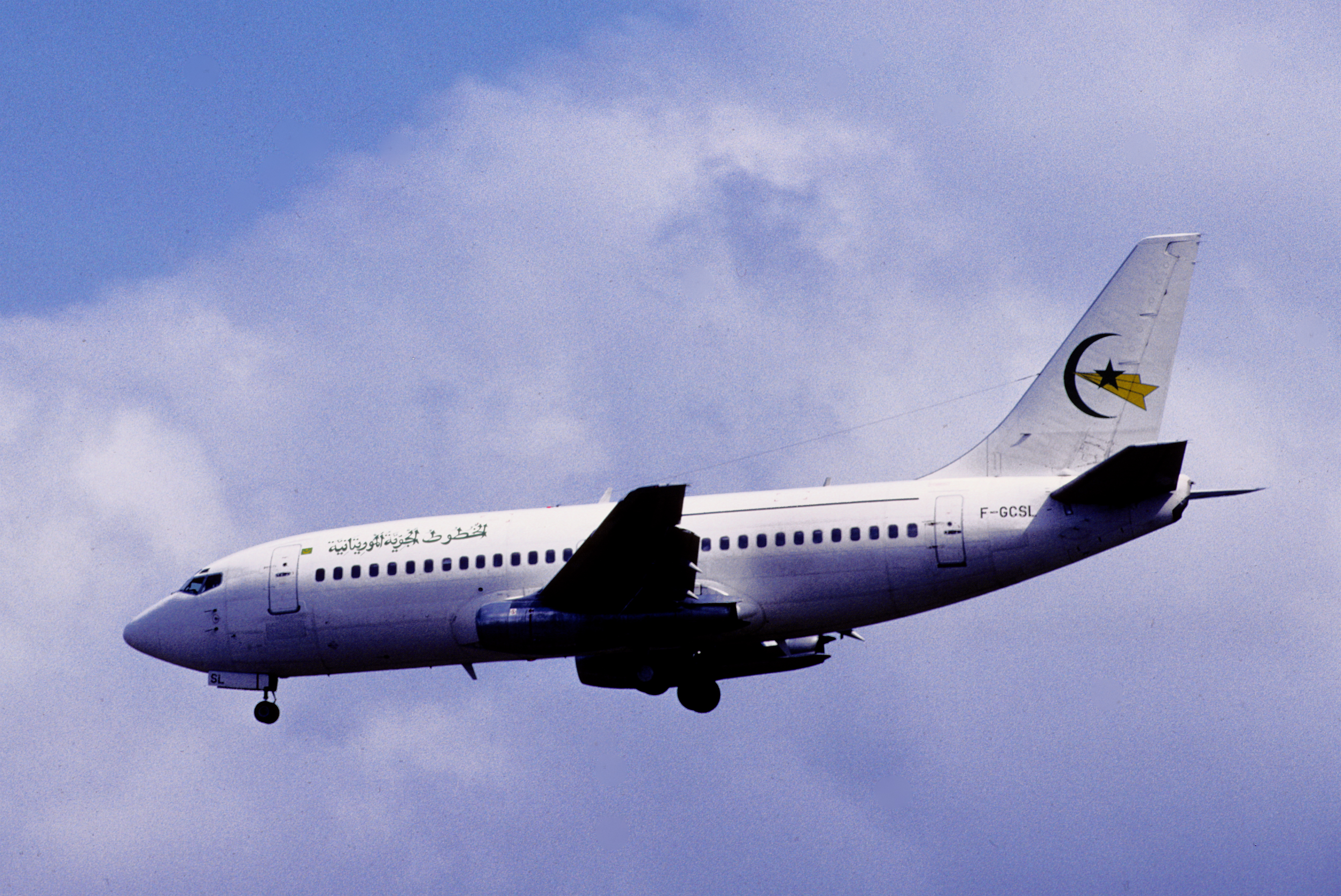
Un Boeing 737-200 di Air Mauritaine.

Air Mauritanie è stata fondata nel settembre 1962 come compagnia aerea nazionale del paese. Le operazioni sono iniziate nell'ottobre dello stesso anno, con la Spantax che le noleggiò dei DC-3 e fornì persino assistenza tecnica.
Un Nord 262 fu ordinato nel 1965. La compagnia aerea fu riorganizzata nel 1967 e la partecipazione venne divisa tra il governo della Mauritania (60%), Air Afrique (20%) e Union de Transports Aériens (UTA) (20%). Nel 1969 acquistò due Ilyushin Il-18, con i sovietici che fornirono l'addestramento e l'assistenza tecnica necessari; questi aerei volarono a Dakar, Nouadhibou e Las Palmas.
A marzo 1970, la compagnia aerea aveva 120 dipendenti e gestiva una rete nazionale oltre a servizi internazionali per le Isole Canarie  e il Mali servendosi di un DC-3, un DC-4 e un Il-18. Nel febbraio 1974 venne firmato un contratto quinquennale con Hughes Airwest per la fornitura di sviluppo delle capacità dei piloti e dei meccanici. Il numero dei dipendenti era cresciuto fino a 170 nel marzo dello stesso anno, con una flotta composta da un DC-3, due DC-4 e un Piper Navajo. A quel tempo Casablanca, Dakar e Las Palmas facevano parte dell'elenco delle destinazioni internazionali della compagnia aerea, così come i servizi nazionali che partivano da Nouakchott e Nouadhibou. Quell'anno il vettore acquisì due F-227A da 40 posti per un valore di 1.100.000 dollari. Nel luglio 1974, la compagnia è stata nuovamente riorganizzata e ribattezzata Société d'Economie Mixte Air Mauritanie. A marzo 1975 il governo della Mauritania era il principale azionista della compagnia (60%), con il saldo equamente suddiviso tra Air Afrique e UTA.
Due Fokker F28-4000 entrarono nella flotta nel novembre 1983. Questi due velivoli costituivano la flotta alla fine di marzo 1985; a quel tempo nella compagnia erano presenti 259 dipendenti. Il 1º luglio 1994, un Fokker F28 venne distrutto in un incidente durante l'atterraggio all'aeroporto di Tidjikja nel mezzo di una tempesta di sabbia. Due ATR 42 furono ordinati nel 1996 per sostituire gli F28. Questi due velivoli sono stati consegnati alla compagnia nel giugno e nel settembre del 1996. Volta a promuovere l'integrazione africana, Air Mauritanie estese la sua rotta Nouakchott-Bamako alla Costa d'Avorio nel novembre 1999.
Ad aprile 2000 il personale era di 259. La flotta comprendeva un singolo Fokker F28-4000 che serviva Abidjan, Ayoun el-Atrouss, Atar, Bamako, Banjul, Casablanca, Dakar, Kiffa, Las Palmas, Nema, Nouadhibou, Nouakchott, Tijikja e Zouérat. A quel tempo, Air Afrique aveva una partecipazione del 20% nella compagnia aerea. A metà del 2000 il vettore panafricano portò la sua partecipazione nella compagnia al 32%.
Citando dei problemi nella sicurezza, il Regno Unito vietò ad Air Mauritanie di volare nel suo spazio aereo nel gennaio 2004. Tra gli altri vettori, Air Mauritanie è stata inserita nella lista nera a causa del mancato rispetto da parte dell'autorità mauritana dell'aviazione civile degli standard ICAO. La situazione economica del vettore entrò in un forte declino a metà del 2005, quando la crisi costrinse il governo a sostituire il direttore della compagnia aerea. Nell'agosto 2006 era stato detto che Royal Air Maroc avrebbe acquisito una quota di maggioranza (51%) nella compagnia aerea e ne avrebbe effettivamente assunto la gestione; in questo momento, i principali azionisti erano la Nationale d'assurances et réassurance (40%), la Banque Mauritanienne de Commerce International, l'Établissements Noueigued e la Star Oil Mauritanie. Tuttavia, nel dicembre 2006, il governo della Mauritania costituì un altro vettore, la Mauritania Airways, con l'aiuto di investitori privati mauritani e Tunisair, diventandone il principale azionista (51%).
Nel 2007 Air Mauritanie era così indebitata che a settembre due aerei furono sequestrati per debiti con la società di leasing, l'International Lease Finance Corporation, seguito dal sequestro dell'aereo presidenziale, un Boeing 727-200. I debiti per il leasing di questi tre velivoli erano saliti a 2.700.000 Dollari. Air Mauritanie cessò le operazioni nel settembre 2007 venendo liquidata. Due mesi dopo Mauritania Airways iniziò le sue operazioni di volo, sostituendo la fallita Air Mauritanie.

## Destinazioni
Al momento della chiusura, Air Mauritanie operava servizi di linea verso le seguenti destinazioni:
Africa
- Algeria (Algeri)

- Benin (Cotonou)

- Congo (Brazzaville)

- Mali (Bamako)

- Marocco (Casablanca)

- Mauritania (Nouadhibou)

- Senegal (Dakar)

- Costa d'Avorio (Abidjan)

Europa
- Francia (Parigi)

- Spagna (Gran Canaria)

## Flotta storica
Nel corso degli anni Air Mauritanie ha operato con i seguenti aeromobili:
- ATR 42
- Boeing 727-200 (configurazione VIP, per conto del governo mauritano)[23]
- Boeing 737-700[21]
- Douglas DC-3[4]
- Douglas DC-4[4]
- Fairchild F-27[2]
- Fokker F28-4000[3]
- Fokker F28-6000[3]
- Ilyushin Il-18[4]

## Incidenti
A partire da gennaio 2014, Air Mauritanie ha subito cinque incidenti o inconvenienti, secondo Aviation Safety Network. L'unico evento che ha portato alla morte si è verificato il 1 luglio 1994 in un incidente durante l'atterraggio. Di seguito è riportato l'elenco di questi eventi.
- 6 luglio 1965 - Un Douglas C-47-DL rimase danneggiato irreparabilmente in circostanze non specificate presso Nouakchott.
- 14 marzo 1979 - Un Fairchild F-27A (5T-CJY) si distrusse durante l'atterraggio all'Aeroporto di Nouakchott. Nessuna vittima.
- 1 luglio 1994 - Questo Fokker F28-4000 (5T-CLF) operante il volo Air Mauritanie 625 sulla rotta Nouackchott – Tijikja, subì un guasto al carrello di atterraggio nel mezzo di una tempesta di sabbia. Il velivolo slittò fuori pista e si schiantò contro una roccia, uccidendo 80 occupanti (i 4 membri dell'equipaggio e 76 passeggeri) su 93.
- 9 agosto 1996 - L'F28 5T-CLG venne dirottato presso Nouakchott. Per fortuna non ci sono vittime.
- 15 febbraio 2007 - Un Boeing 737-700 (codice di registrazione sconosciuto) venne dirottato da Mohamed Abderraman su un volo da Nouakchott a Las Palmas nelle Isole Canarie. Il dirottatore chiedeva di essere portato in Francia per ottenere asilo politico. La Spagna lo aveva identificato come mauritano, mentre le autorità mauritane affermarono che era un marocchino del Sahara Occidentale. L'aereo aveva a bordo 71 passeggeri e 8 membri dell'equipaggio. Mentre spiegava ad Abderraman che l'aereo non aveva abbastanza carburante per raggiungere la Francia, il capitano, Ahmedou Mohamed Lemine, scoprì che Abderraman non parlava francese. Quando il governo marocchino negò la richiesta dell'aereo di atterrare e fare rifornimento a Dakhla nel Sahara occidentale, il pilota decise di proseguire per Las Palmas come previsto. Successivamente il capitano parlò con il primo ufficiale Satvinder Virk, che viaggiava come pilota di riserva, in francese, avvertendolo che all'atterraggio avrebbe frenato bruscamente, per far perdere l'equilibrio al dirottatore e dare all'equipaggio la possibilità di sopraffarlo. All'atterraggio il comandante Lemine eseguì la manovra e il dirottatore cadde a terra, perdendo una delle sue pistole. Il primo ufficiale Virk e lo steward Thiam (entrando per primi e immobilizzando il dirottatore) gli versarono addosso dell'acqua bollente dalla macchina del caffè e lo picchiarono finché non lo ritennero sufficientemente sottomesso. Il dirottatore è stato legato con le cinghie del giubbotto di salvataggio e consegnato alla Guardia Civil. Una ventina di passeggeri riportarono delle ferite lievi durante l'evacuazione dallo scivolo di fuga a poppa sulla sinistra.